# Anetarca
Anetarca is een geslacht van weekdieren uit de klasse van de Gastropoda (slakken).

## Soorten
- Anetarca armata Gosliner, 1991
- Anetarca brasiliana García & Troncoso, 2004
- Anetarca piutaensis (Ortea, Caballer & Espinosa, 2003)